# Olympische Jugend-Sommerspiele 2010/Teilnehmer (Senegal)
| Gelbes Symbol für Goldmedaillen mit stilisierten Olympischen Ringen | Graues Symbol für Silbermedaillen mit stilisierten Olympischen Ringen | Braundes Symbol für Bronzemedaillen mit stilisierten Olympischen Ringen |
| ------------------------------------------------------------------- | --------------------------------------------------------------------- | ----------------------------------------------------------------------- |
| —                                                                   | —                                                                     | —                                                                       |

Die Jugend-Olympiamannschaft aus Senegal für die I. Olympischen Jugend-Sommerspiele vom 14. bis 26. August 2010 in Singapur bestand aus sechs Athleten.

## Athleten nach Sportarten

### Fechten
Mädchen
- Mame Awa Ndao
Florett: 13. Platz

### Judo
Jungen
- Babacar Cissé
Klasse bis 69 kg: 9. Platz

### Leichtathletik
Jungen
- Daouda Diagne
100 m: 16. Platz

### Schwimmen
| Mädchen - Zeynab Ba 50 m Freistil: 53. Platz 100 m Freistil: 52. Platz | Jungen - François Mallack 50 m Freistil: nicht gestartet 100 m Freistil: 49. Platz |

### Taekwondo
Mädchen
- Ndèye Coumba Diop
Klasse unter 55 kg: nicht gestartet